# Pingvin Rocks
Die Pingvin Rocks (englisch; bulgarisch скали Пингвин skali Pingwin) sind eine Gruppe aus Klippenfelsen im Archipel der Südlichen Shetlandinseln. Vor der Nordostküste von Snow Island liegen sie in ost-westlicher Ausdehnung über eine Länge von 670 m und einer Breite von 300 m in Entfernungen von 1,7 km nordwestlich des nordöstlichen Ausläufers des President Head, 1 km nordöstlich des Karposh Point und 5,8 km südsüdwestlich des Devils Point.
Bulgarische Wissenschaftler kartierten sie 2009. Die bulgarische Kommission für Antarktische Geographische Namen benannte sie 2018 nach dem bulgarischen Trawler Pingwin, der von den 1970er Jahren bis in die frühen 1990er Jahre zum Fischfang in den Gewässern um Südgeorgien, um die Kerguelen, um die Südlichen Shetland- und Südlichen Orkneyinseln sowie um die Antarktische Halbinsel operiert hatte.